# Poljica (ort)
Poljica är en ort i Kroatien.   Den ligger i länet Zadars län, i den södra delen av landet, 190 km söder om huvudstaden Zagreb. Poljica ligger 40 meter över havet och antalet invånare är 950.
Terrängen runt Poljica är platt. Runt Poljica är det ganska tätbefolkat, med 139 invånare per kvadratkilometer. Närmaste större samhälle är Zadar, 11,6 km söder om Poljica. Trakten runt Poljica består till största delen av jordbruksmark.